# Belgische wetgevende verkiezingen 1847
Gedeeltelijke wetgevende verkiezingen vonden plaats in België op dinsdag 8 juni 1847.
54 van de 108 Kamerzetels werden herverkozen, namelijk die in de provincies Henegouwen, Limburg, Luik en Oost-Vlaanderen. De Senaat werd in de andere provincies herverkozen (31 van de 54 zetels). Het totale aantal zetels steeg ten opzichte van de vorige verkiezingen (van 95 naar 108 in de Kamer), waardoor er ook een aantal nieuwe zetels te verkiezen waren in verschillende provincies.
Een jaar eerder, op 13 juni 1846, hield de Liberale Partij haar stichtingscongres.
Bij deze verkiezingen verloren de katholieken hun meerderheid in de Kamer, maar behielden ze ze in de Senaat. De zittende regering-De Theux de Meylandt II gaf haar ontslag op 12 juni 1847. Na een politieke crisis van twee maanden vormden de liberalen uiteindelijk een regering, de regering-Rogier I. De liberalen zouden hun positie versterken in de volgende verkiezingen van 1848.

## Kamer
In het arrondissement Zinnik waren er 981 stemmen (op 1112 stemgerechtigden):
- 550: Louis Faignart (verkozen)
- 505: Jean De Saive (verkozen)
- 499: Jean Bricourt (verkozen)
- 469: de Lannoy
- 460: Marbais du Graty
- 405: Pletain

Ook in het arrondissement Gent was de opkomst hoog: 2333 uitgebrachte stemmen op 2584 ingeschreven kiezers. De katholieke leden raakten niet herverkozen, alle Gentse volksvertegenwoordigers waren nu liberalen.

## Verkozenen
- Kamer van volksvertegenwoordigers (samenstelling 1845-1848)
- Samenstelling Belgische Senaat 1847-1848